# Черна перла
Черна перла (Perla nera) е червен десертен безсеменен сорт грозде, получен в Италия чрез кръстосването на сортовете Блек роз и Перл дьо Ксаба. Сорта е познат и с името: Пировано 218.
Ранозреещ сорт: узрява през първото десетдневие на август). Неустойчив на мана, оидиум и гъбични заболявания, устойчив на ниски зимни температури. Има много добра родовитост: средният добив от лоза е около 5 кг, а от декар 1200 кг.
Гроздът е средно голям (200 – 300 г.), коничен, в основата силно разширен. Зърната са средно едри (3 – 4 г.), овални до сферични. Кожицата е средно дебела, жилава, тъмносиня до черна. Консистенцията е месеста, сочна. Вкусът е хармоничен с подчертан мискетов аромат.
Ранен безсеменен десертен сорт. Съдържанието на захари при физиологична зрелост е 15,3 до 18,7%. Гроздето има добра транспортабилност.